# U-19-Fußball-Asienmeisterschaft 1982
Die 22. U-19-Fußball-Asienmeisterschaft wurde 1982 in Bangkok (Thailand) ausgetragen. Das Turnier begann am 18. Dezember und endete am 22. Dezember. Sieger wurde Südkorea. Der Turniersieger qualifizierte sich zusammen mit dem Zweitplatzierten China für die Junioren-Weltmeisterschaft 1983.

## Qualifikation
Die gemeldeten Mannschaften ermittelten in zwei regionalen Gruppen die vier Teilnehmer. Als Finalort wurde Bangkok festgelegt.
- Volksrepublik China
- Irak
- Südkorea (Titelverteidiger)
- Vereinigte Arabische Emirate

## Modus
Die vier Mannschaften spielten eine Einfachrunde. Für einen Sieg gab es zwei Punkte, für ein Unentschieden einen Punkt.

## Verlauf
Titelverteidiger Südkorea startet mit einem 4:0-Erfolg über die Vereinigten Arabischen Emirate ins Turnier, während die Chinesen zu einem knappen 2:1-Sieg gegen den Irak kamen. Am zweiten Spieltag trennten sich die Sieger der ersten Runde mit 1:1. Der Irak wahrte seine Chancen durch einen 2:1-Erfolg gegen die Emirate. Letztere waren damit nach zwei Niederlagen bereits aus dem Rennen. Am letzten Spieltag schlug Südkorea den Irak mit 2:1 und beendete das Turnier als Sieger. China erreichte durch ein 1:1 gegen die Emirate den zweiten Platz.

## Tabelle
| Pl. | Verein                       | Sp. | S | U | N | Tore    | Diff. | Punkte |
| --- | ---------------------------- | --- | - | - | - | ------- | ----- | ------ |
| 1.  | Südkorea                     | 3   | 2 | 1 | 0 | 007:200 | +5    | 05:10  |
| 2.  | Volksrepublik China          | 3   | 1 | 2 | 0 | 004:300 | +1    | 04:20  |
| 3.  | Irak                         | 3   | 1 | 0 | 2 | 004:500 | −1    | 02:40  |
| 4.  | Vereinigte Arabische Emirate | 3   | 0 | 1 | 2 | 002:700 | −5    | 01:50  |

|                   |   |          |     |
| 18. Dezember 1982 |   |          |     |
| China             | – | Irak     | 2:1 |
| V.A.E.            | – | Südkorea | 0:4 |
| 20. Dezember 1982 |   |          |     |
| Irak              | – | V.A.E.   | 2:1 |
| China             | – | Südkorea | 1:1 |
| 22. Dezember 1982 |   |          |     |
| Südkorea          | – | Irak     | 2:1 |
| V.A.E.            | – | China    | 1:1 |

## Ergebnis
Südkorea wurde zum sechsten Mal Asienmeister und qualifizierte sich dadurch zusammen mit China für die Junioren-Weltmeisterschaft 1983 in Mexiko. Dort beendete der Asienmeister seine Vorrundengruppe hinter Schottland auf dem zweiten Platz und qualifizierte sich für das Viertelfinale. Nach einem Sieg gegen Uruguay unterlag Südkorea im Halbfinale dem späteren Weltmeister Brasilien. Im Spiel um den dritten Platz unterlag das Team Polen. China schied hingegen hinter Argentinien und der Tschechoslowakei nach der Vorrunde aus.